# Daïra de Jijel
La daïra de Jijel est une daïra d'Algérie située dans la wilaya de Jijel et dont le chef-lieu est la ville éponyme de Jijel.

## Localisation
La daïra est située au nord-ouest de la wilaya de Jijel.

## Communes de la daïra
La daïra n'est composée que d'une commune : Jijel.

## Institut national de recherche forestière
Cette daïra abrite une station de recherche et d'expérimentation rattachée à l'Institut national de recherche forestière.